# والتر تایسن
والتر تایسن (هلندی: Walter Thijssen; ۲۸ سپتامبر ۱۸۷۷ – ۳ ژوئیهٔ ۱۹۴۳) قایقران روئینگ اهل هلند بود.